# Finland ved sommer-OL 1912
Finland ved sommer-OL 1912. 164 sportsudøvere fra Finland deltog i ti sportsgrene under Sommer-OL 1912 i Stockholm. Finland blev fjerde bedste nation med ni guld-, otte sølv- og ni bronzemedaljer. 

## Medaljer
| 1912 Stockholm | Guld | Sølv | Bronze | Total |
| Finland        | 9    | 8    | 9      | 26    |

## Medaljevinderne
| Finland under OL 1912 Stockholm | Finland under OL 1912 Stockholm | Finland under OL 1912 Stockholm | Finland under OL 1912 Stockholm       | Finland under OL 1912 Stockholm |
| Medaljer                        | Udøver | Sport                           | Øvelse                                | Resultat                        |
| ------------------------------- | --- | ------------------------------- | ------------------------------------- | ------------------------------- |
| Guld                            | Hannes Kolehmainen | Atletik                         | 5000 meter                            | 14.36,6                         |
| Guld                            | Hannes Kolehmainen | Atletik                         | 10 000 meter                          | 31.20,8                         |
| Guld                            | Hannes Kolehmainen | Atletik                         | terrænløb                             | 45.11,6                         |
| Guld                            | Kaarlo Koskelo | Brydning                        | Græsk-romersk stil, fjervægt          |                                 |
| Guld                            | Yrjö Saarela | Brydning                        | Græsk-romersk stil, sværvægt          |                                 |
| Guld                            | Juho Saaristo | Atletik                         | Spydkast, tohånds                     | 109,42                          |
| Guld                            | Armas Taipale | Atletik                         | Diskoskast                            | 45,21                           |
| Guld                            | Armas Taipale | Atletik                         | Diskos (tohånds)                      | 82,86                           |
| Guld                            | Emil Väre | Brydning                        | Græsk-romersk stil, letvægt           |                                 |
| Sølv                            | Ivar Böhling | Brydning                        | Græsk-romersk stil, let sværvægt      |                                 |
| Sølv                            | Elmer Niklander | Atletik                         | Diskos (tohånds)                      | 77,96                           |
| Sølv                            | Johan Olin | Brydning                        | Græsk-romersk stil, sværvægt          |                                 |
| Sølv                            | Juho Saaristo | Atletik                         | Spydkast                              | 58,66                           |
| Sølv                            | Väinö Siikaniemi | Atletik                         | Spydkast, tohånds                     | 101,13                          |
| Sølv                            | Hannes Kolehmainen Jalmari Eskola Albin Stenroos | Atletik                         | terrænløb, hold                       | 11                              |
| Sølv                            | Waldemar Björksten Bror Brenner Emil Lindh Harry Wahl Jacob Björnström Allan Franck Adolf Pekkalainen | Sejlsport                       | 10-meterklassen                       |                                 |
| Sølv                            | Kaarlo Ekholm Eino Forsström Eero Hyvärinen Mikko Hyvärinen Tauno Ilmoniemi Ilmari Keinänen Jalmari Kivenheimo Karl Lund Aarne Pelkonen Ilmari Pernaja Arvid Rydman Eino Saastamoinen Aarne Salovaara Heikki Sammallahti Hannes Sirola Klaus Suomela Lauri Tanner Väinö Tiiri Kaarlo Vähämäki Kaarlo Vasama | Gymnastik                       | lagkamp, frittsystem                  | 109,25                          |
| Bronze                          | Alfred Asikainen | Brydning                        | Græsk-romersk stil, mellemvægt        |                                 |
| Bronze                          | Otto Lasanen | Brydning                        | Græsk-romersk stil, fjervægt          |                                 |
| Bronze                          | Elmer Niklander | Atletik                         | Kuglestød, (tohånds)                  | 27,14                           |
| Bronze                          | Urho Peltonen | Atletik                         | Spydkast, (tohånds)                   | 100,24                          |
| Bronze                          | Albin Stenroos | Atletik                         | 10 000 meter                          | 31.21,8                         |
| Bronze                          | Nestori Toivonen | Skydning                        | 100 m løbende hjort, enkeltskud       | 41                              |
| Bronze                          | Gunnar Tallberg Emil Lindh Bertil Tallberg Arthur Ahnger Georg Westling | Sejlsport                       | 8-meterklassen                        |                                 |
| Bronze                          | Max Alfthan Erik Hartvall Jarl Hulldén Sigurd Juslén Ernst Krogius Eino Sandelin Johan Silén | Sejlsport                       | 12-meterklassen                       |                                 |
| Bronze                          | Axel Fredrik Londen Nestori Toivonen Ernst Rosenqvist Iivar Väänänen | Skydning                        | 100 m løbende hjort, enkeltskud, hold | 123                             |